# Дурі – Думай
Дурі – Думай – газопровід на індонезійському острові Суматра.
Головною метою прокладання трубопроводу, який став до ладу в 2019 році, було забезпечення блакитним паливом нафтопереробного заводу у місті Думай, що мало суттєво зменшити витрати останнього та вивільнити нафтопродукти, які до того використовувались у технологічному процесі. 
Довжина газопроводу становить 67 км, він виконаний в діаметрі труб 600 мм. Ресурс для перекачування отримують через трубопровід Гріссік – Дурі.
В майбутньому (за умови спорудження трубопроводу  Сей-Мангкай – Думай) Дурі – Думай може стати частиною транссуматранського газотранспортного коридора.